# Prometopidia conisaria
Prometopidia conisaria är en fjärilsart som beskrevs av George Francis Hampson 1902. Prometopidia conisaria ingår i släktet Prometopidia och familjen mätare. Inga underarter finns listade i Catalogue of Life.